# Resursa Obywatelska w Radomiu
Resursa Obywatelska w Radomiu – zabytkowy budynek znajdujący się w Radomiu, przy ulicy Malczewskiego 16.

## Historia
W 1850 roku Rada Opiekuńcza Zakładów Dobroczynnych Powiatu Radomskiego postanowiła wybudować w Radomiu obiekt, z którego dochody miały być przeznaczone na szpital św. Kazimierza, którym zarządzała. Gmach według projektu Ludwika Radziszewskiego wybudowano w latach 1851–1852 na usytuowanej przy ówczesnej ulicy Warszawskiej parceli należącej do szpitala św. Kazimierza. Po zakończeniu budowy obiekt wynajęła założona w 1829 roku Resursa Obywatelska, która zajmowała go do 1914 roku (z przerwą w latach 1861–1867, kiedy instytucja została zawieszona przez władze carskie). W czasie I wojny światowej budynek zajmował szpital wojskowy. W 1918 roku obiekt przekazano miastu, jednak podczas wojny polsko-bolszewickiej ponownie ulokowano w nim szpital. W 1921 roku budynek stał się własnością Związku Specjalnego dla Wspólnego Utrzymania Szpitali w Mieście Radomiu i Powiecie Radomskim, który przebudował salę widowiskową na potrzeby utworzonego w 1922 roku Teatru Rozmaitości. Podczas II wojny światowej budynek zajmował niemiecki dom kultury (niem. Deutsches Haus). W okresie PRL siedziba domów kultury zakładów przemysłowych – Radomskich Zakładów Garbarskich i Radomskich Zakładów Obuwniczych. Od 1955 roku w budynku działały kina Przyjaźń i Pokolenie zlikwidowane w 1990 roku. W latach 1986–1999 budynek był siedzibą Wojewódzkiego Ośrodka Kultury i Sztuki Resursa Obywatelska, po likwidacji województwa radomskiego przekształconego w Ośrodek Kultury i Sztuki Resursa Obywatelska.

## Architektura
Resursa Obywatelska to neorenesansowy, parterowy budynek z jednopiętrową częścią środkową z trójkątnym zwieńczeniem wypełnionym płaskorzeźbą przedstawiającą caritas oraz dwoma parterowymi skrzydłami bocznymi. Najbardziej charakterystycznym elementem fasady są wieńczące część środkową posągi trzech muz – Talii, Melpomene oraz Euterpe. Oryginalny wystrój wnętrz nie zachował się.

## Otoczenie
Na skwerze przed budynkiem znajduje się pomnik Jacka Malczewskiego oraz zasadzony w 1919 roku dąb Wolności.

## Galeria

Historyczne widoki Resursy
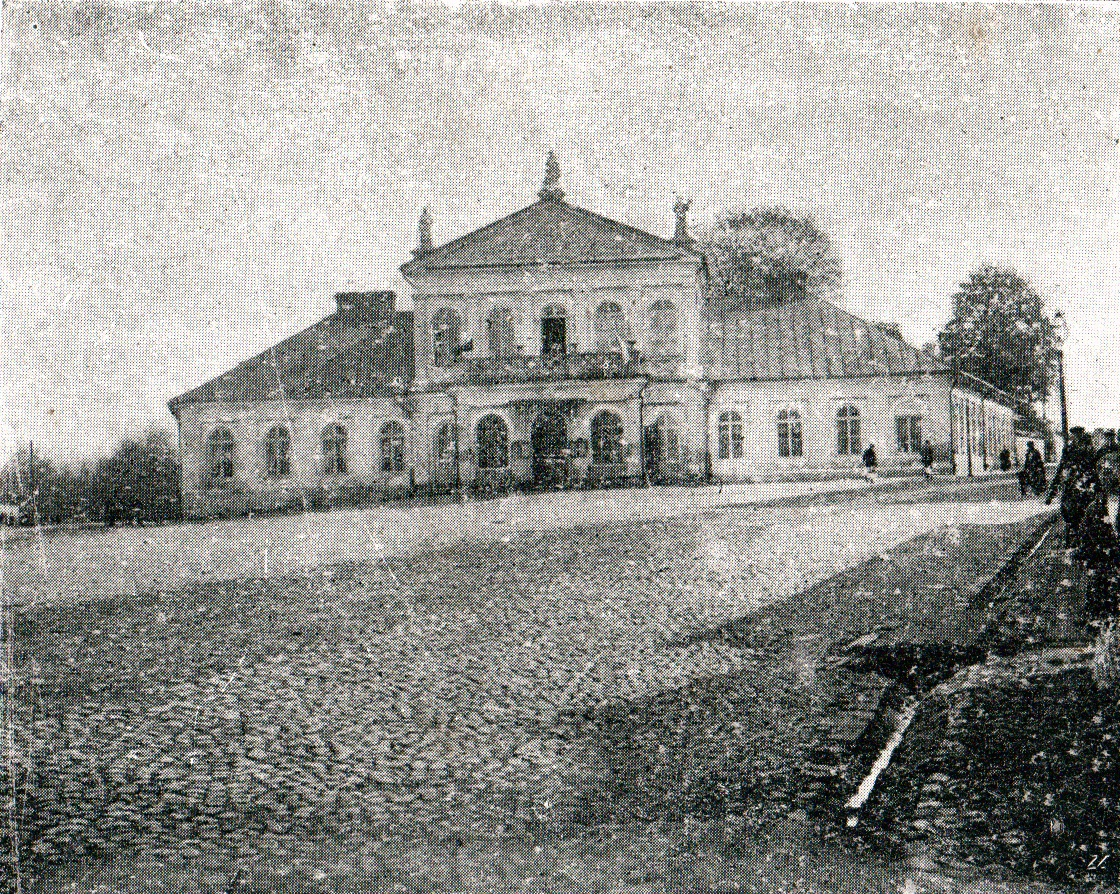
1899
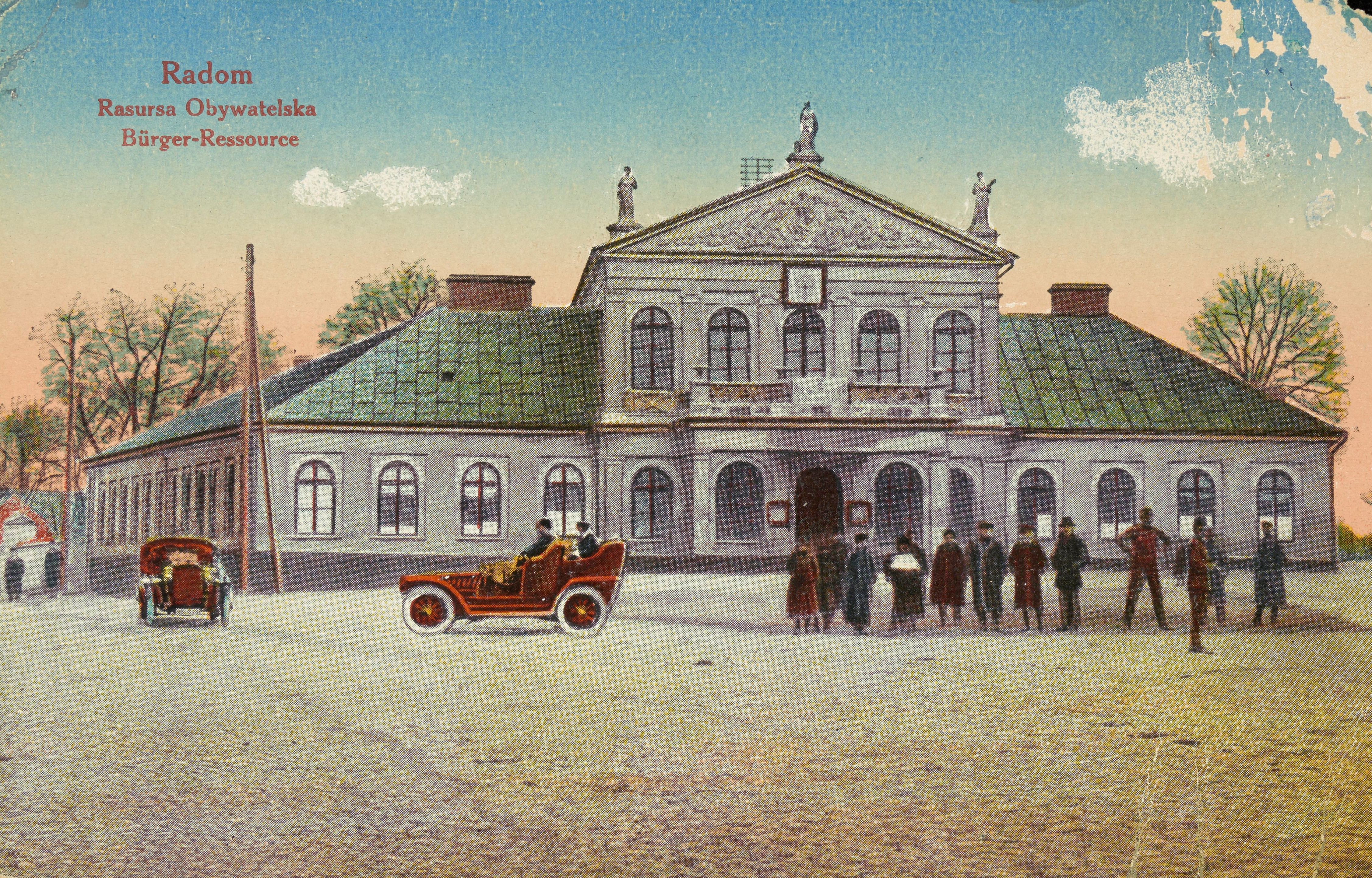
1916
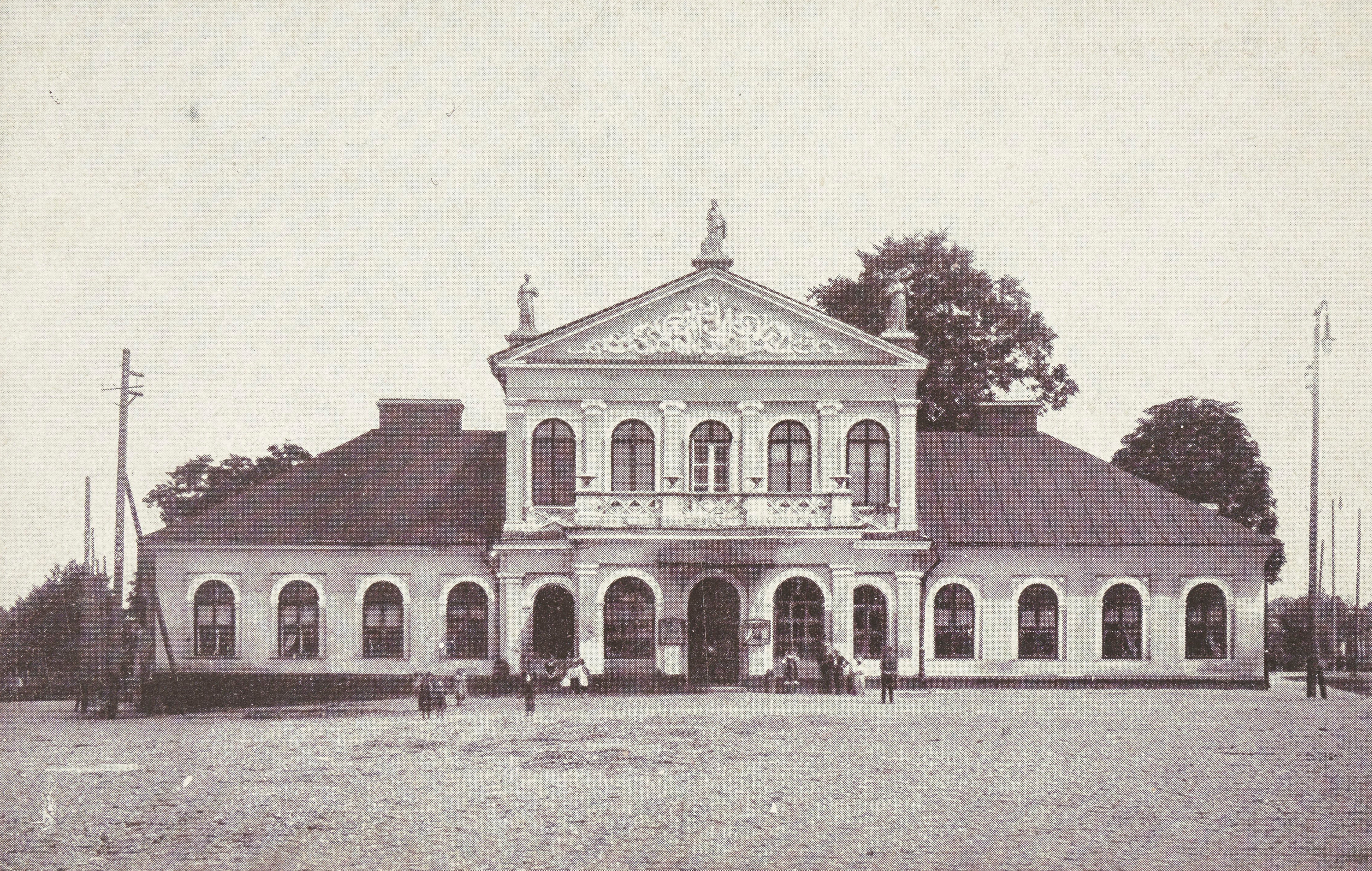
1910–1924
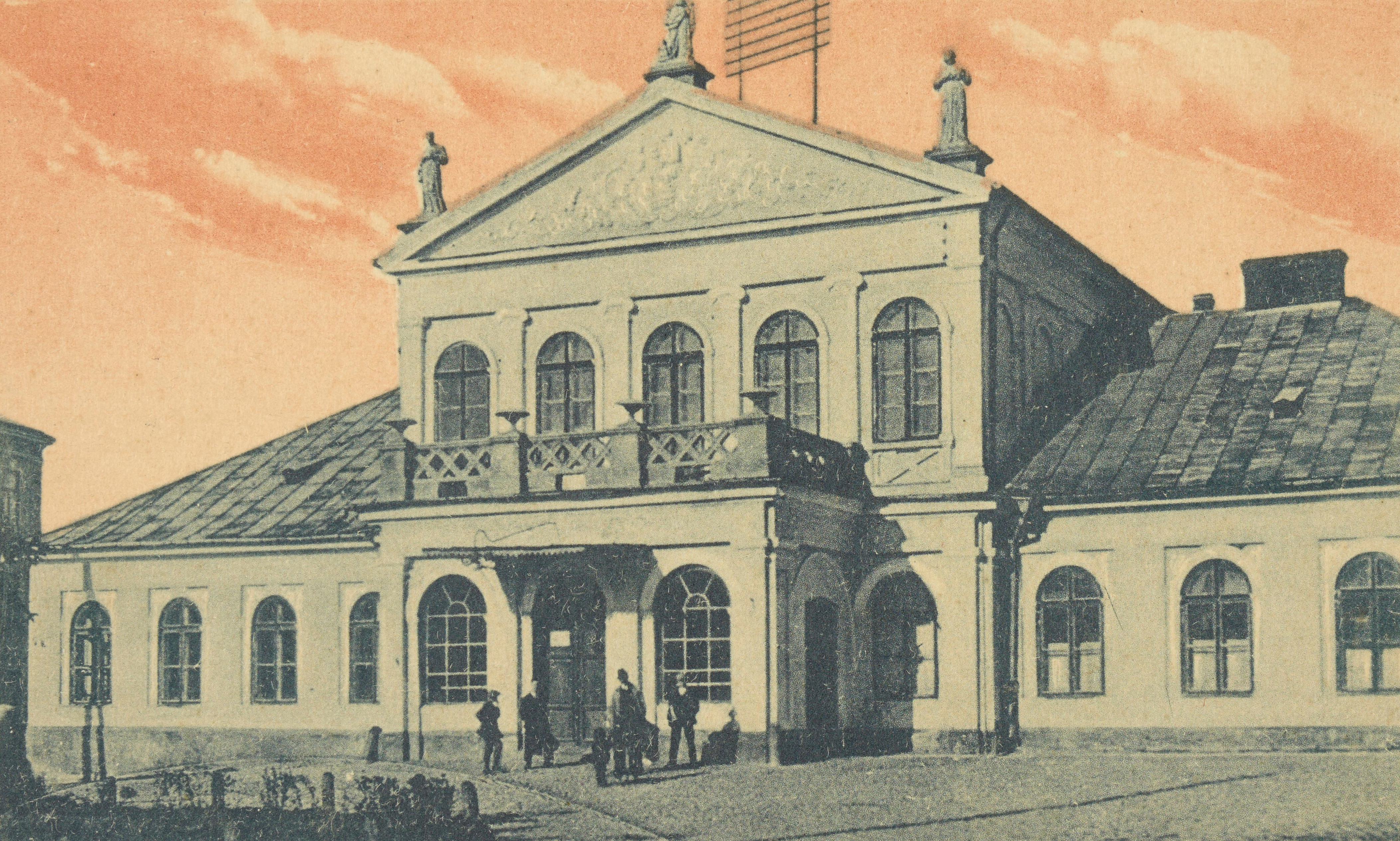
1926